# 因原車站
34°57′59.5″N 132°28′24.92″E / 34.966528°N 132.4735889°E
因原車站（日语：／ Inbara eki */?）曾是屬於西日本旅客鐵道（JR西日本）三江線的鐵路車站，位於島根縣邑智郡川本町。三江線活化協議會將此站暱稱命名為「劍舞」（剣舞），取自島根縣西部與廣島縣西北部流傳的傳統神樂——石見神樂。

## 歷史
- 1934年（昭和9年）11月8日 - 三江線石見川越車站至石見川本車站間路段通車，因原車站開始營運。
- 1955年（昭和30年）3月31日 - 隨著三江南線通車營運，原本的三江線更名為三江北線。
- 1975年（昭和50年）8月31日 - 三江南線的口羽車站與三江北線的濱原車站之間銜接路段完工通車，南北兩線合併為三江線，此站成為三江線的車站。
- 1987年（昭和62年）4月1日 - 隨著國鐵分割民營化，成為西日本旅客鐵道所管轄的車站。
- 1999年（平成11年）3月 - JR西日本將石見簗瀨、川平、川戶及此站的列車交會設施拆除，因此從江津至濱原間僅剩下石見川本車站可交會列車[2]。
- 2018年4月1日 - 因三江線全線停駛廢線，隨之停止營運而廢站。

## 車站構造

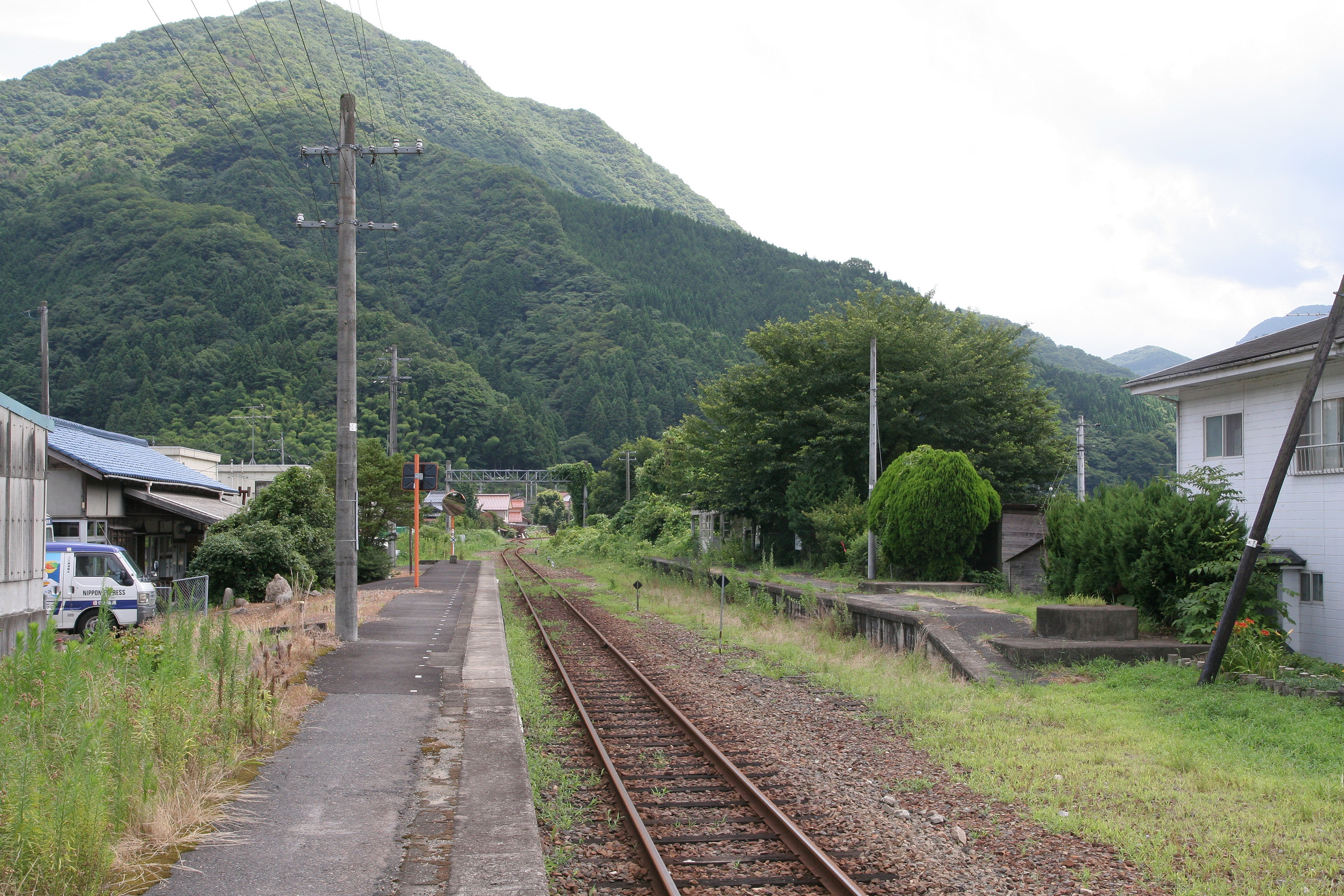
站場（2008年7月27日）

此站為地面車站，往濱原車站方向的左側設有一股軌道與側式月台一座。站房位於第1月台，車站沒有裝設自動售票機等設備，站內辦公室租給貨運公司使用。
在1999年3月拆除列車交會設施前，此站原有兩股軌道、兩座側式月台，設有跨線天橋連通。於拆除交會設施時移除了其中一股軌道以及跨線天橋。

## 使用狀況
根據島根縣的統計資料與《三江線沿線地域公共交通網形成計劃》所記載之每日平均乘客人數如下：
| 乘車人數推移 | 乘車人數推移 |
| 年度         | 1日平均人數  |
| ------------ | ------------ |
| 1984         | 81           |
| 1994         | 38           |
| 1999         | 19           |
| 2000         | 17           |
| 2001         | 14           |
| 2002         | 17           |
| 2003         | 15           |
| 2004         | 12           |
| 2005         | 14           |
| 2006         | 12           |
| 2007         | 7            |
| 2008         | 8            |
| 2009         | 5            |
| 2010         | 5            |
| 2011         | 5            |
| 2012         | 6            |
| 2013         | 3            |
| 2014         | 4            |
| 2015         | 7            |

## 相鄰車站
西日本旅客鐵道（JR西日本）
 三江線
鹿賀－因原－石見川本

## 外部連結
- （日語） JR西日本（因原駅）（页面存档备份，存于）
- （日語） ぶらり三江線WEB：因原 - 三江線改良利用促進期成同盟会・三江線活性化協議会。